# Elezione imperiale del 1440

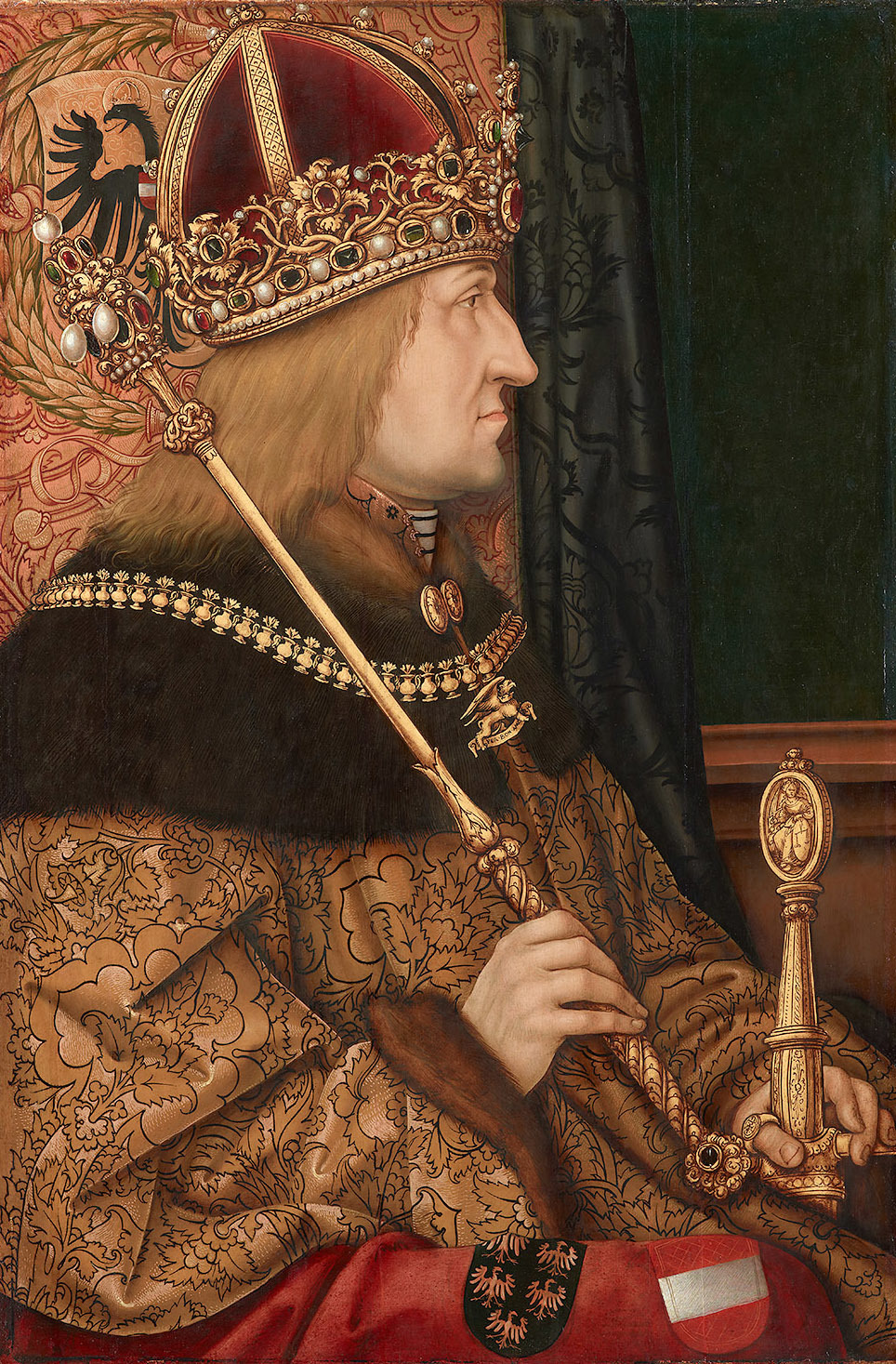
Il re dei romani Federico III d'Asburgo.

L'elezione imperiale del 1440 si è svolta a Francoforte sul Meno il 2 febbraio 1440.

## Contesto storico
Il re dei Romani, Alberto II d'Asburgo, era deceduto il 27 ottobre 1439 senza lasciare eredi diretti, anche se la moglie Elisabetta di Lussemburgo era incinta e avrebbe partorito il 22 febbraio suo figlio Ladislao il Postumo. I sei principi elettori rimasti (la corona di Boemia era vacante a causa della morte di Alberto) si riunirono a Francoforte per eleggere il nuovo re dei Romani.

## Principi elettori
| Principe elettore | Principe elettore          | Titolo elettorale        | Altri titoli |
| ----------------- | -------------------------- | ------------------------ | ------------ |
|                   | Dietrich Schenk von Erbach | Arcivescovo di Magonza   |              |
|                   | Jakob von Sierck           | Arcivescovo di Treviri   |              |
|                   | Dietrich II von Moers      | Arcivescovo di Colonia   |              |
|                   | (vacante)                  | Re di Boemia             |              |
|                   | Ludovico IV del Palatinato | Conte Palatino del Reno  |              |
|                   | Federico II di Sassonia    | Duca di Sassonia         |              |
|                   | Federico I di Brandeburgo  | Margravio di Brandeburgo |              |

## Esito
Federico III d'Asburgo, duca di Stiria, Carinzia e Carniola, venne eletto all'unanimità il 2 febbraio 1440 e fu incoronato formalmente il 17 giugno 1442. Dieci anni dopo ricevette da Papa Niccolò V la corona di imperatore del Sacro Romano Impero.